# Štrovs
Štrovs je priimek več znanih Slovencev:
- Marko Štrovs (*1950), pravnik in politik
- Peter Štrovs (*1973), arhitekt in slikar